# Centre de Satèl·lits de la Unió Europea
El Centre de Satèl·lits de la Unió Europea (EUSC) és un òrgan descentralitzat o agència de la Unió Europea (UE) que recull informació a través d'imatges de satèl·lit de la UE per a ajudar a prevenir els conflictes i oferir ajuda humanitària.

## Història
Aquesta agència va ser creada el 2002 per part del Consell de la Unió Europea i el Parlament Europeu en substitució del Centre de Satèl·lits de la Unió Europea Occidental. La seu central està situada a la ciutat espanyola de Torrejón de Ardoz.
Tot i la seva autonomia està sota la responsabilitat directa del Secretari General del Consell de la Unió Europea, actualment ocupada per l'Alt Representant de la Política Exteriors i de Seguretat Comuna Javier Solana.

## Funcions
L'objectiu d'aquesta agència és secundar la presa de decisions de la Unió en el context de la Política Exterior i de Seguretat Comuna, millorant la recopilació d'informació relacionada amb qüestions espacials per a prevenir conflictes i proporcionar ajuda humanitària durant desastres de qualsevol tipus. Així mateix proporciona el material resultant de l'anàlisi d'imatges obtingudes per satèl·lit.
L'any 2005 aquesta agència va subministrar les fotografies per a poder constatar la construcció de bases secretes de la CIA a l'Europa de l'Est.